# Opeth
Opeth — шведський прогресивний метал-гурт зі Стокгольма, створений 1989 року. Назва гурту взята з книги Вілбура Сміта Сонячний Птах (The Sunbird), де «Opeth» було назвою вигаданого міста. Гурт перейшов через низку змін складу, почергово замінивши всіх своїх членів. Головний вокаліст, гітарист і пісняр Мікаель Окерфельдт залишався основною рушійною силою Opeth з часу покидання гурту першим вокалістом Девідом Ісберґом 1992 року.
Opeth постійно поєднував вплив як прогресивного металу, фольк-, класичної та джазової музики у своїх здебільшого затяжних композиціях, так і вплив дез-металу — зокрема у своїх раніших роботах. Багато пісень містять партії акустичної гітари, а також сильні динамічні зміни, як і дез-гроул та чистий вокал. Opeth також добре відомий за використання мелотронів у своїх працях. Гурт рідко грав наживо на підтримку своїх перших чотирьох альбомів, але з часу свого першого світового турне після виходу альбому «Blackwater Park» 2001 року, Opeth здійснив ще декілька великих світових турів.

## Історія гурту

### Становлення гурту (1990–1994)

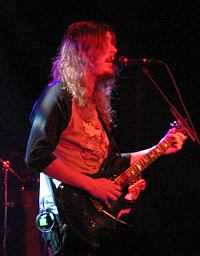
Мікаель Окерфельдт

Шведська команда Opeth була створена в Стокгольмі в 1990 році вокалістом Девідом Ісбергом і декількома його друзями. Незабаром він запропонував замінити басиста на Мікаеля Окерфельдта (колишнього гітариста\вокаліста гурту Eruption), що у результаті призвело до сварки і виходу з гурту всіх її учасників. За винятком Ісберга, склад гурту був повністю оновлений: гітаристами стали Окерфельдт і Андреас Дімео, а трохи пізніше до Opeth приєдналися драмер Андерс Нордін і басист Нік Дорінг — колишні колеги Мікаеля по Eruption. Спочатку Opeth грали дез\блек-метал. У лютому 1991 Opeth відіграли в Стокгольмі свій перший концерт, після якого з гурту пішли Дорінг і Дімео. Перед другим концертом до гурту приєдналися гітарист Ким Петерссон і басист Йохан Дефарфалла (обидва з гурту Crimson Cat), проте останній покинув гурт відразу ж після цього концерту. На заміну йому прийшов Петер Ліндгрен, що грав до цього на гітарі в гурті Sylt i Kryss. Після третього концерту гурт покинув Петерссон, і замість нього другим гітаристом став Ліндгрен. Трохи пізніше гурт покинув і її засновник Девід Ісберг, обов'язки якого узяв на себе Окерфельдт. До того ж, Мікаель почав упроваджувати в пісні мелодійні ходи, гітарні гармонії, акустичні фрагменти, а також змішувати ґроулінг з чистим співом. Більше року Opeth репетирували утрьох, але у результаті знайшли собі басиста в особі Стефана Гутеклінта.

### Ранній період (1994–1999)
У 1994-му Opeth підписали договір на запис трьох альбомів з лейблом Candlelight Records. Відразу після цього в гурт повернувся басист Йохан Дефарфалла, замінивши Гутеклінта. У цьому складі гурт і записав свій дебютний альбом Orchid, що вийшов на початку 1995 року. У його підтримку Opeth дали декілька концертів у Великій Британії.

Весною 1996-го Opeth записали свій другий альбом Morningrise, який приніс гурту популярність в рамках металевого андеграунду. Перед виходом альбому гурт відіграв декілька концертів у Великій Британії на розігріванні у Morbid Angel і The Blood Divine. Після виходу альбому Opeth вирушили в тур по Європі з Cradle of Filth, в ході якого відіграли 26 концертів. Після турне через погані взаємини з іншими учасниками був звільнений Дефарфалла, а незабаром з гурту пішов і ударник Нордін. Окерфельдт і Ліндгрен знайшли йому заміну в особі Мартіна Лопеса (Amon Amarth), який відгукнувся на їх оголошення про пошук барабанщика. З ним Opeth записали кавер-версію Iron Maiden «Remember Tomorrow» для трібьюта A Call to Irons. Трохи пізніше знайшли і басиста — ним став друг Лопеса Мартін Мендес. Його прийняли в гурт безпосередньо перед записом нового альбому і часу на розучування матеріалу у нього не було, тому всі партії баса на альбомі My Arms Your Hearse виконав Окерфельдт. У грудні 1997 Opeth знову відіграли декілька шоу у Великій Британії.

Після виходу My Arms Your Hearse в серпні 1998-го Opeth перешли на лейбл Peaceville Records, для якого і записали свій четвертий альбом Still Life (1999). Він став першим альбомом в Opeth для Мендеса.

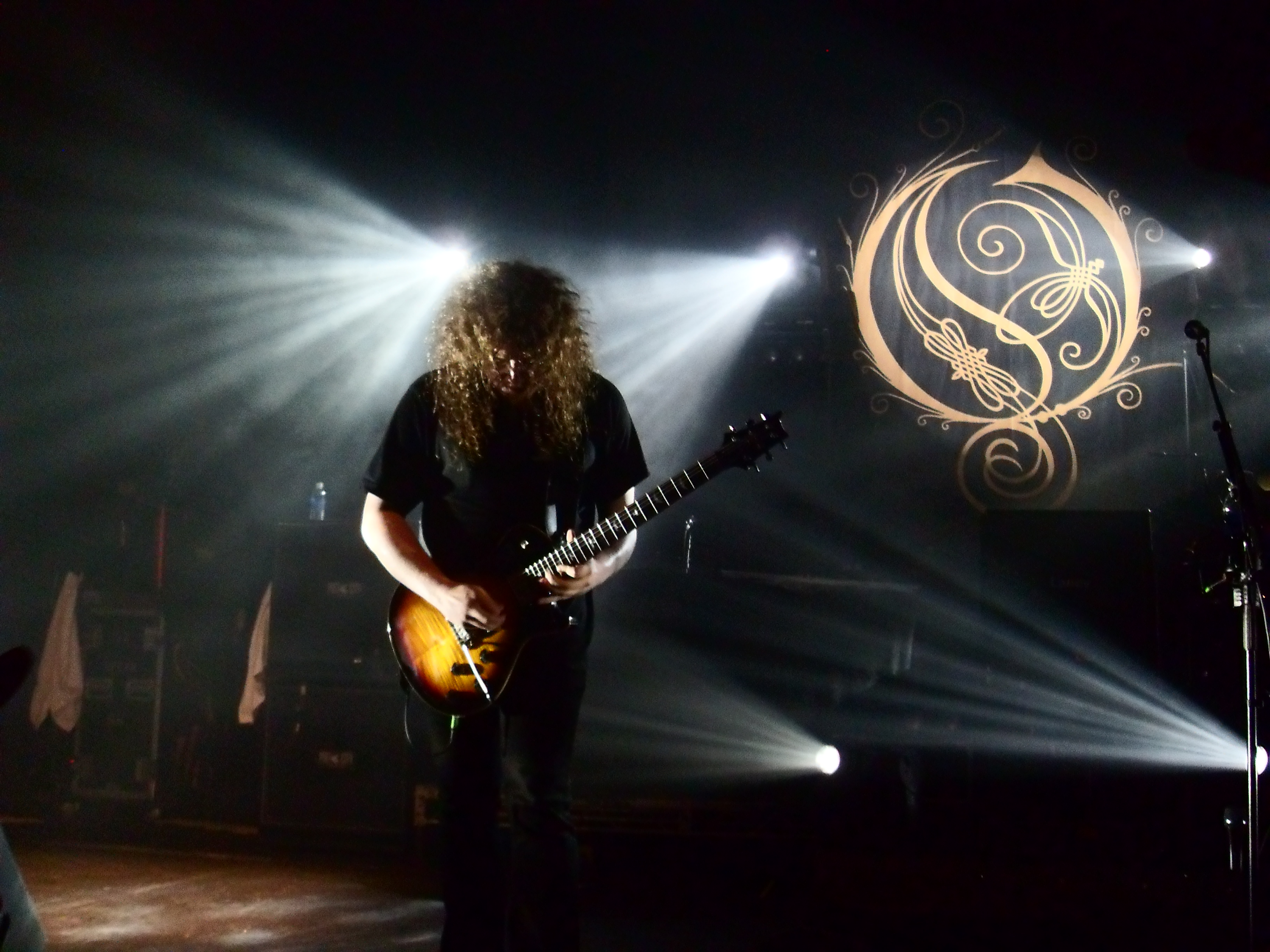
Фредрік Окессон

### Перший прорив (2000–2004)
У 2000 році гурт знову змінив лейбл — цього разу на Music for Nations. П'ятий альбом — Blackwater Park, спродюсований Стівеном Вілсоном (Porcupine Tree), — вийшов на початку 2001 року. З концертами на підтримку нового альбому Opeth вперше відвідали США, відігравши велике турне з Nevermore, виступили на декількох європейських літніх фестивалях, а восени зробили своє перше власне турне по Європі. Новий альбом приніс гурту значний успіх, що дозволив їм вийти з андеграунду, в чому була заслуга і самих музикантів, і продюсера Уїлсона, і їх звукозаписної компанії. Скорочена майже удвічі пісня «The Drapery Falls» була випущена на синглі і мала деякий успіх на радіостанціях США і Європи, а на пісню «Harvest» зняли відеокліп. Улітку 2002 року гурт одночасно записав відразу два альбоми. Deliverance вийшов восени і був Opeth в трохи жорсткішому прочитанні, проте ж Damnation, що вийшов навесні 2003-го, повністю складався з меланхолійних напівакустичних пісень у дусі прогресивного року 70-х без якого-небудь натяку на важку музику — на всіх альбомах Opeth до цього стабільно було по одній-дві таких пісні. Альбоми були спродюсировані Стівеном Вілсоном спільно з учасниками гурту. Кінець 2002-го і 2003 рік гурт гастролював в усьому світі, включаючи США, Канаду, Південну Америку і Австралію, а також виступила на багатьох фестивалях в Європі. Damnation потрапив на 193 місце в чарті американського журналу «Billboard», що було свого роду досягненням для Opeth. Пісня «Windowpane» (знову в урізаному вигляді) була випущена на синглі, а також на неї зняли відеокліп. 2004 року вийшов перший DVD Opeth Lamentations, що відобразив виступ гурту в лондонському залі «Shepherds Bush Empire» 25 вересня 2003-го, а також півторагодинний фільм про створення Deliverance і Damnation. Концерт складався з двох частин — спочатку був повністю виконаний альбом Damnation, а також близька йому пісня «Harvest», а після невеликої перерви гурт зіграв 5 жорсткіших пісень з Blackwater Park і Deliverance. Треба відмітити, що такий сет-лист використовувався у всьому турі на підтримку Damnation, а концерт в американському Провіденсі і зовсім містив тільки «м'які» пісні зі всіх альбомів Opeth. Також в цьому турне з гуртом виступав клавішник Пер Віберг (Spiritual Beggars), який пізніше приєднався до гурту на постійній основі. Lamentations також став останнім релізом Opeth на Music for Nations, і після довгих пошуків лейбла гурт уклав контракт з Roadrunner Records. 2004 року також було відмінено декілька концертів у зв'язку з важким нервовим станом Мартіна Лопеса, а на подальших виступах його замінював легендарний Джин Хоглан (Dark Angel, Death, Strapping Young Lad). До кінця туру Лопес знову приєднався до гурту.

### Світова популярність (2005—)

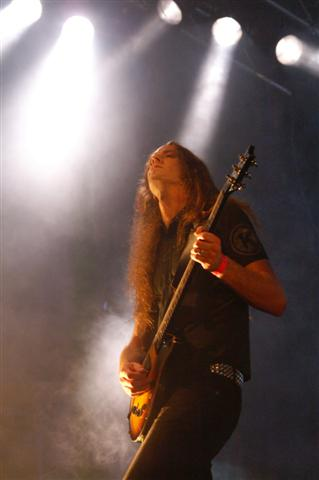
Петер Ліндґрен (2005, до виходу з гурту)

Навесні і влітку 2005-го Opeth записували новий, восьмий альбом — Ghost Reveries, який вийшов серпні. Альбом зайняв 84 місце в чарті «Billboard»; скорочена версія пісні «The Grand Conjuration» була випущена як сингл, а також на неї зняли кліп. У Мартіна Лопеса знову з'явилися проблеми зі здоров'ям, а тому в кліпі знімався Хоглан. У турне ж з гуртом поїхав Мартін Аксенрот (Witchery, Bloodbath). Офіційно про відхід Лопеса з гурту і заміну його Аксенротом було оголошене лише в травні 2006-го. Весь цей час гурт активно гастролював в усьому світі. Восени Opeth взяли участь в північноамериканському турне «Gigantour» разом з Megadeth, Lamb of God, Arch Enemy, Overkill та ін. Концерт 9 листопада 2006 року в лондонському залі «Roundhouse» був записаний для DVD, який вийшов восени 2007. У лютому 2007 гурт офіційно оголосив про те, що написана вже значна частина матеріалу для нового альбому. 17 травня Петер Ліндґрен повідомив про свій вихід з гурту: «Я зрозумів, що не можу віддавати себе гурту на всі 100 %, а це так чи інакше погано для Opeth». Тоді ж було заявлено про заміну Ліндґрена Фредріком Окессоном (Talisman, Krux, Arch Enemy). 2 листопада гурт розпочав запис нового альбому у стокгольмській студії Fascination Street, і ближче до лютого 2008-го роботу над альбомом було повністю завершено. 8 березня гурт виступив на фестивалі Melloboat — це був другий виступ Opeth у новому складі. На цьому концерті вперше було виконано пісню з нового альбому — «Heir Apparent».
Альбом Watershed вийшов 3 червня 2008 і складався з семи пісень, а також каверів і версій пісень альбому. Гурт поїхав у світовий тур на підтримку альбому, з'явившись також на Wacken Open Air. Watershed зайняв найвищі в історії Opeth's позиції в US Billboard 200, стартувавши з позначки 23, на Australian ARIA album charts він дебютував під номером 7 і першим — на Finland's official album chart.
Щоб відсвяткувати свою 20-ту річницю, Opeth відіграли світовий тур під назвою Evolution XX: An Opeth Anthology (30 березня — 9 квітня 2010). Окерфельдт сказав про це так: «Я не можу в це повірити, але, чорт, ми святкуємо 20 років. Я в цьому гурті з 16 років. Це божевілля.» Концерт 5 квітня 2010 у Royal Albert Hall (Лондон) було знято для DVD/live збірки під назвою In Live Concert at the Royal Albert Hall; її видано 21 вересня.
Окерфельдт заявив про початок роботи над новим альбомом у вересні 2010-го. Альбом Heritage, десятий студійний альбом гурту, став останньою роботою з Пером Віберґом (він пішов з гурту 6 квітня 2011 за обопільною згодою) і вийшов 14 вересня 2011. Новим постійним клавішником став Йоакім Свальберг.
На даний момент, Opeth у їхньому 2011 Heritage Tour по Північній Америці і Європі разом з новим клавішником, вони виступають разом з Katatonia. Тур продовжується у 2012 концертами в Індії, Японії, Греції та Південній Америці.

## Склад

### Поточний склад
- Мікаель Окерфельдт — вокал, гітара (1990-), бас на «My Arms, Your Hearse»
- Фредрік Окессон — гітара (2007-)
- Мартін Мендес — бас-гітара (1997-)
- Йоакім Свальберг — клавішні (2011-)
- Валттері Вяйрінен — ударні (2022-)

### Колишні учасники
- Пер Віберґ — клавішні, бек-вокал (2003-2011)
- Петер Ліндґрен — гітара, бас-гітара (1991–2007)
- Мартін Лопес — ударні (1998–2006)
- Андерс Нордін — ударні (1990–1997)
- Йоган ДеФарфалла — бас-гітара (1991, 1994–1996)
- Девід Ісберґ — вокал (1990–1992)
- Стефан Ґутеклінт — бас-гітара (1992–1993)
- Нік Дорінг — бас-гітара (1990–1991)
- Андреас Дімео — гітара (1991)
- Кім Петерссон — гітара (1991)
- Мартін Аксенрот — ударні (2006–2021)

## Дискографія

### Студійні альбоми
- Orchid (1995, Candlelight Records)
- Morningrise (1996,Candlelight Records)
- My Arms, Your Hearse (1998, Candlelight Records)
- Still Life (1999, Peaceville Records)
- Blackwater Park (2001, Music for Nations)
- Deliverance (2002, Music for Nations)
- Damnation (2003, Music for Nations)
- Ghost Reveries (2005, Roadrunner Records)
- The Roundhouse Tapes (2007, Peaceville Records)
- Watershed (2008, Roadrunner Records)
- Heritage (2011, Roadrunner Records)
- Pale Communion (2014, Roadrunner Records)
- Sorceress (2016, Nuclear Blast Records)
- In Cauda Venenum (2019, Nuclear Blast Records)
- The Last Will and Testament (2024)

### Сингли
- The Drapery Falls (2001, Koch Records)
- Still Day Beneath the Sun (2002, Robotic Empire Records)
- The Grand Conjuration (2005, Roadrunner Records)
- Burden (2008, Roadrunner Records)

### Відео
- Lamentations DVD (2004, Music for Nations)
- The Roundhouse Tapes DVD (2008, Peaceville Records)

### Інше
- Collector's Edition Slipcase 5 CDs (2006, Koch Records)